# Артуир ап Фернвайл
Артуир ап Фернфаел (валл. Arthwyr ap Ffernfael; умер около 810) — король Гливисинга (775—810). Сын Фернфаела, чьей супругой была  Кейнгайра.

## Биография
Он упоминается в Книге из Лландафа, как Атруис сын Фернуайля. Харлеанские генеалогии называют его отцом Итела. Он был современником епископа Кадуареда.
В его юные годы, в 765 году, валлийцы вторглись в Мерсию и нанесли много разрушений, а в 769 году уже мерсийцы провели рейд в Уэльс. Согласно Анналам Камбрии, его отец умер в 775 году, тогда он и стал править Гвентом.
В 776 году войска Гвента и Гламоргана собрались и вторглись в Мерсию вновь, они сровняли часть вала с землей и вернулись с богатой добычей.
В 778 (в 777, согласно "Хронике Принцев") году мерсийцы под главенством Оффы подвергли опустошению земли южных бриттов, а летом 784 года повторили вторжение. Это вторжение было опустошительным. Оффа восстановил стены своего вала, ближе к себе, оставляя провинцию между реками Уай и Северн, где будет расположено племя Элистана Глодрита, где они станут одним из пяти королевских племен Уэльса.
В 795 году черные язычники впервые пришли в Британию, из Дании, и совершили великие разрушения в Англии; впоследствии они вторглись в Гламорган, сжигая и убивая многих. В конце концов бриты победили их, погнав их обратно в море, убив многих из них. Они ушли воевать в Ирландию.
Его младший сын, Бледри(Блейддиг), женился на Тангуистле, дочери Оуайна, правителя Диведа.
Артуир умер около 810 года, ему наследовал его племянник Идваллон.
В 811 году умер и Оуайн Дифедский; считается что ему наследовал его общий внук с Артуиром, Хивайд ап Бледри.